# Апамейський договір

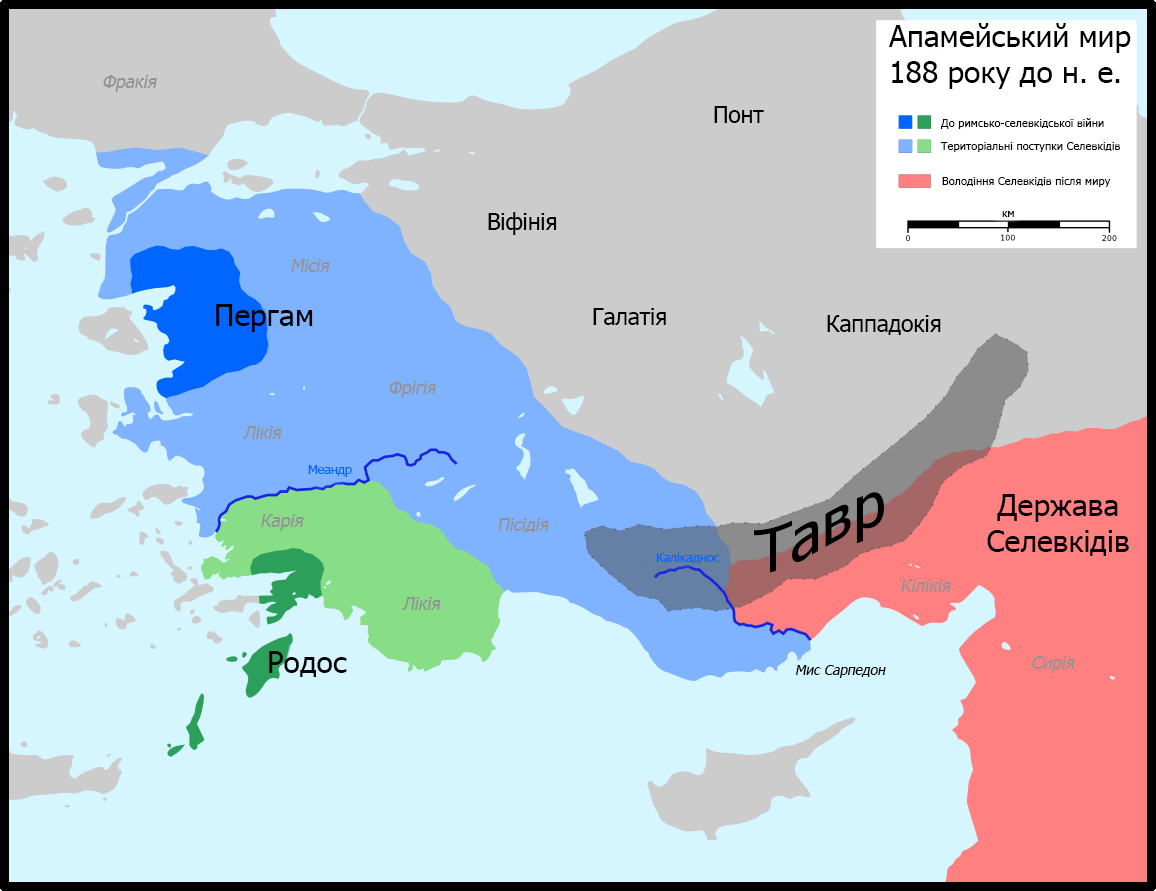
Карта Малої Азії після Апамейського договору із територіальними здобутками Пергаму (світло-блакитним кольором) і Родосу (світло-зеленим)

Апамейський договір — мирний договір, укладений у 188 році до нашої ери між Римською республікою та правителем імперії Селевкідів Антіохом III. Цей договір завершив Римсько-Селевкідську війну і був укладений після перемог римлян у битві при Фермопілах (191 р. до н. е.), битві при Магнезії (190 р. до н. е.), а також після перемог римлян і родосців над флотом Селевкідів. Договір було оформлено у місті Апамея у Фригії. 

## Умови договору
Договір, за словами Аппіана, зобов'язував Антіоха III повністю відмовитися від претензій на території в Європі, а також в Азії на захід від річки Калікаднос і Таврських гір. Антіоху довелося передати римлянам усіх бойових слонів, якими він володів, і в майбутньому відмовитись від їх утримання. Антіох також мав скоротити свій флот лише до дванадцьох військових кораблів, яким заборонялось запливати західніше гирла річки Калікаднос. Селевкідам було заборонено вербувати найманців «на північ від Тавру» (тобто з території, щойно відійшла римським союзникам Пергамону та Родосу) і приймати втікачів з них. Антіох повинен був надати двадцять заручників, яких вибере римський консул. Заручники повинні були змінюватися кожні три роки, за винятком сина Антіоха. Селевкіди були змушені сплатити репарації в розмірі 15 000 талантів срібла: 500 талантів негайно, ще 2500, коли римський сенат ратифікує мирну угоду, і частками по 1000 талантів, які повинні були доставлятися до Риму щорічно протягом наступних дванадцяти років. Селевкіди також погодилися на відшкодування 540 000 модій зерна. Вони також був зобов'язані передати своїм супротивникам всіх полонених і дезертирів, зокрема карфагенського полководця Ганнібала, а також передати Евмену II, королю Пергаму, все, що залишилося від володінь, які Антіох придбав за угодою з Атталом I, батьком Евмена.
Рим передав контроль над значною частиною Малої Азії свому союзнику, царю Пергаму Евмену. Антіох зберіг область Кілікії, тоді як більша частина Лікії та Карії стала частиною Родоської Переї. Елліністичні царі, як правило, відносились до виконання будь-яких договорів, підписаних особисто ними як до справи честі. З іншого боку, їхні спадкоємці не вважали за честь прийняти договори, підписані їхніми попередниками. Військово-морські умови договору, здається, призупинені, але інші умови залишаються в силі.
Договір було оформлено в місті Апамея у Фригії.

## Наслідки
Апамейський мирний договір дозволив римлянам розширити свою політичну гегемонію до східного Середземномор'я. Але в той час римська влада в цьому регіоні все ще була опосередкованою, і Рим залежав від своєї здатності об'єднатися з державами другого рангу, такими як Пергам і Родос.
Суворі репарації послабили імперію Селевкідів, спричинивши брак грошей і послабивши здатність Селевкідів керувати своєю державою. Хоча згідно договору Кілікія залишалась під формальною владою Селевкідів, вона ставала прикордонним регіоном і це, разом з суворим обмеженням на кількість військових кораблів Селевкідів, призвело до вибухового поширення в регіоні Кілікійського піратства, подолати яке вдалось лише Помпею Великому у 67 році до н. е. 
Рим використав загрозу відновлення війни, щоб стримати владу Селевкідів від повторного утвердження в регіоні. Під час Шостої сирійської війни, Рим наполягав на тому, щоб Селевкіди залишили імперію Птолемеїв у спокої після окупації більшої частини Єгипту та Кіпру в 168 році до нашої ери. Цар Селевкідів Антіох IV неохоче погодився. В "Історіях" Полібія сказано, що ще у 162 році до нашої ери римська делегація відвідала Антіохію та використала договір як привід, щоб покалічити бойових слонів Селевкідів і знищити їх бойові кораблі, наявність яких розглядалась римлянами як порушення умов Апамейського договору.